# Allée Pilâtre-de-Rozier
L'allée Pilâtre-de-Rozier est une voie située dans le quartier de la Muette du 16e arrondissement de Paris.

## Situation et accès

Plan du jardin du Ranelagh. L'allée est à l'est.

Cette allée piétonne située dans le jardin du Ranelagh relie la chaussée de la Muette à l'avenue Raphaël.
L'allée Pilâtre-de-Rozier est desservie par la ligne 9 à la station La Muette.

## Origine du nom

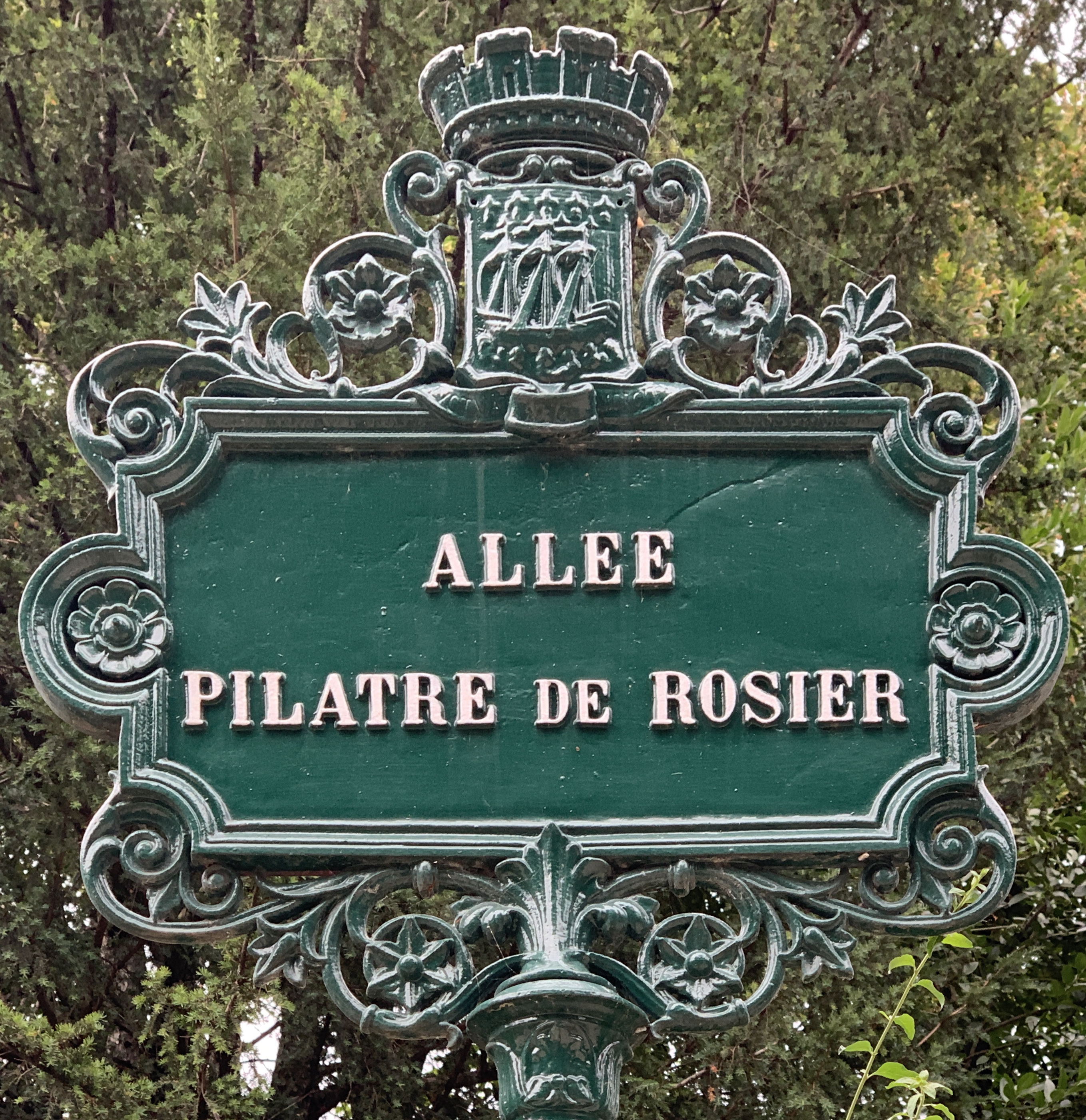
Plaque de l'allée.

Elle porte le nom du physicien et aéronaute Jean-François Pilâtre de Rozier (1754-1785).

## Historique
Cette voie est créée sous sa dénomination actuelle par un arrêté du 8 janvier 1931.

## Bâtiments remarquables et lieux de mémoire
- Le jardin du Ranelagh.